# Скупчення кристалів кальциту в селі Лучка
Ску́пчення криста́лів кальци́ту в селі Лу́чка — геологічна пам'ятка природи місцевого значення. Розташоване поблизу села Лучка Тернопільського району Тернопільської області, на лівому схилі долини Серету, за 200 метрів від моста, у старому кар'єрі, поблизу лісового урочища «Мишковицька дача».

## Пам'ятка
Оголошена об'єктом природно-заповідного фонду рішенням Тернопільської обласної ради № 519 від 23 грудня 2005 року. Перебувають у віданні Миролюбівської сільської ради.

## Характеристика
Площа 0,10 га.
Під охороною — відслонення потужної товщі червоноколірних відкладів нижнього девону (пісковики, аргіліти), вкрите верхньокрейдяними пісковиками й мергелями та неогеновими літотамнієвими пісковиками. У тріщинах товстошаруватих девонних пісковиків трапляються скупчення дрібних кристалів кальциту натічного утворення у вигляді кірок, рідше — невеликих сталактитів. Широкі тріщини заповнені уламками пісковиків, що зцементовані таким самим кальцитом. Скупчення кристалів кальциту — приклад інфільтраційного способу мінералоутворення.

## Світлини

Відслонення товщі червоноколірних відкладів нижнього девону
Скупчення кристалів кальциту
Скупчення кристалів кальциту
Широкі тріщини зцементовані кальцитом
Скупчення кристалів натічного утворення у вигляді кірок
Скупчення кристалів кальциту натічного утворення
Сталагмітики кальциту